# NGC 1572
NGC 1572 je galaksija u zviježđu Dlijetu. Procijenjeno je da njena udaljenost od Mliječnog puta iznosi 266 millijuna svjetlosnih godina te da je široka približno 190.000 svjetlosnih godina.

## Vanjske poveznice
- SEDS: NGC 1572